# Liste der Kardinalpriester von San Lorenzo in Panisperna
Folgende Kardinäle waren Kardinalpriester von San Lorenzo in Panisperna (lat. Titulus Sancti Laurentii in Panisperna):
- Domenico Giacobazzi (1517); in commendam (1517–1528)
- Stanislaus Hosius (1561–1562)
- Guglielmo Sirleto (1565–1585) (zunächst Kardinaldiakon, ab Oktober 1565 Kardinalpriester)
- Domenico Pinelli (1586–1591)
- Agostino Cubani (1591–1595)
- Lorenzo Bianchetti (1596–1612)
- Dezio Carafa (1612)
- Felice Centeni OFMConv (1613–1621)
- Eitel Friedrich von Hohenzollern (1621–1625)
- Fabrizio Verospi (1627–1633)
- Stefano Durazzo (1634–1666)
- vakant (1666–1670)
- Emmanuel Théodose de la Tour d’Auvergne (1670–1676)
- Orazio Mattei (1686–1688)
- Giovanni Battista Rubini (1690–1706)
- Tommaso Ruffo (1706–1709)
- Giulio Piazza (1714–1726)
- Lorenzo Cossa OFM (1726–1727)
- Pietro Luigi Carafa (1728–1737)
- Vincenzo Bichi (1737–1740)
- Giorgio Doria (1744–1745)
- Johann Theodor von Bayern (1746–1759)
- Lorenzo Ganganelli OFMConv (1759–1762)
- vakant (1762–1769)
- Buenaventura Córdoba Espinosa de la Cerda (1769–1777)
- vakant (1777–1794)
- Giovanni Battista Pretis (1794–1800)
- Valentino Mastrozzi (1801–1809)
- vakant (1809–1817)
- Pietro Gravina (1817–1830)
- Luigi Del Drago (1832–1845)
- Lorenzo Simonetti (1846–1855)
- Johannes von Geissel (1857–1864)
- Luigi Maria Bilio CRSP (1866–1873)
- Ruggero Luigi Emidio Antici Mattei (1876–1883)
- Sebastiano Galeati (1890–1901)
- Giulio Boschi (1901–1919)
- vakant (1919–1924)
- Eustaquio Ilundáin y Esteban (1924–1937)
- Ermenegildo Pellegrinetti (1937–1943)
- Antonio Caggiano (1946–1979)
- Michael Michai Kitbunchu seit 1983